# Куп'янка (річка)
Куп'янка — річка в Україні, у Куп'янському районі Харківської області. Права притока річки Оскіл (басейн Сіверського Донця). 

## Опис
Загальна довжина річки — 17 км, похил річки — 2,9 м/км. Формується з багатьох безіменних струмків та водойм. Площа басейну 110 км².

## Розташування
Річка Куп'янка бере початок з водойми на південно-західній околиці села Самборівки. Тече переважно на південний схід і на південно-східній околиці міста Куп'янську впадає у річку Оскіл, ліву притоку Сіверського Донця. 
Населені пункти вздовж берегової смуги: Смородьківка, Велика Шапківка, Паламарівка, Московка.

## Притоки
- Балка Хвощова (ліва)
- Балка Лиманська — права притока у Кіндрашівській сільській громаді. Бере початок на північно-західній околиці села Ковалівки. Тече переважно на північний схід і впадає у  Куп'янку на північно-західній околиці села Московки.[1]